# Gåstjärnen (Vänjans socken, Dalarna, 676435-137993)
Gåstjärnen är en sjö i Mora kommun i Dalarna och ingår i Dalälvens huvudavrinningsområde.